# Solon Springs
Solon Springs ist eine Gemeinde (mit dem Status „Village“) im Douglas County im US-amerikanischen Bundesstaat Wisconsin. Im Jahr 2010 hatte Solon Springs 600 Einwohner.
Solon Springs ist Bestandteil der bundesstaatenübergreifenden Metropolregion Twin Ports um die Städte Superior und Duluth in Minnesota.

## Geografie
Die Gemeinde liegt im Nordwesten Wisconsins am Upper Saint Croix Lake, unweit der Portage über die Wasserscheide vom in den Oberen See mündenden Bois Brule River zum in den Mississippi fließenden St. Croix River.
Die geografischen Koordinaten von Solon Springs sind 46°21′12″ nördlicher Breite und 91°49′21″ westlicher Länge. Das Gemeindegebiet erstreckt sich über eine Fläche von 5,96 km², die sich auf 4,07 km² Land- und 1,89 km² Wasserfläche verteilen. Die Gemeinde Solon Springs ist vollständig von der Town of Solon Springs umgeben, ohne dieser anzugehören.
Nachbarorte von Solon Springs sind Poplar (28,8 km nördlich) und Gordon (13 km südlich).
Die nächstgelegenen größeren Städte sind Green Bay am Michigansee (470 km südöstlich), Wisconsins Hauptstadt Madison (473 km südsüdöstlich), Eau Claire (192 km südlich), die Twin Cities in Minnesota (250 km südwestlich) und Thunder Bay in der kanadischen Provinz Ontario (364 km nordöstlich).

## Verkehr
Der U.S. Highway 53 führt in Nord-Süd-Richtung als Hauptstraße durch Solon Springs. Eine vierspurig ausgebaute Umgehungsstraße verläuft entlang der westlichen Ortsgrenze. Alle weiteren Straßen sind untergeordnete Landstraßen, teils unbefestigte Fahrwege sowie innerörtliche Verbindungsstraßen.
Mit dem Solon Springs Municipal Airport befindet sich 22,6 km östlich ein kleiner Flugplatz. Der nächste Verkehrsflughafen ist der Duluth International Airport (68,5 km nordnordwestlich).

## Bevölkerung
Nach der Volkszählung im Jahr 2010 lebten in Solon Springs 600 Menschen in 263 Haushalten. Die Bevölkerungsdichte betrug 147,4 Einwohner pro Quadratkilometer. In den 263 Haushalten lebten statistisch je 2,28 Personen. 
Ethnisch betrachtet setzte sich die Bevölkerung zusammen aus 97,5 Prozent Weißen, 0,2 Prozent Afroamerikanern sowie 1,3 Prozent amerikanischen Ureinwohnern; 1,0 Prozent stammten von zwei oder mehr Ethnien ab. Unabhängig von der ethnischen Zugehörigkeit waren 0,7 Prozent der Bevölkerung spanischer oder lateinamerikanischer Abstammung. 
23,2 Prozent der Bevölkerung waren unter 18 Jahre alt, 61,1 Prozent waren zwischen 18 und 64 und 15,7 Prozent waren 65 Jahre oder älter. 51,5 Prozent der Bevölkerung war weiblich.
Das mittlere jährliche Einkommen eines Haushalts lag bei 36.477 USD. Das Pro-Kopf-Einkommen betrug 22.169 USD. 8,1 Prozent der Einwohner lebten unterhalb der Armutsgrenze.